# Compañía Aeronáutica Uruguaya S. A.

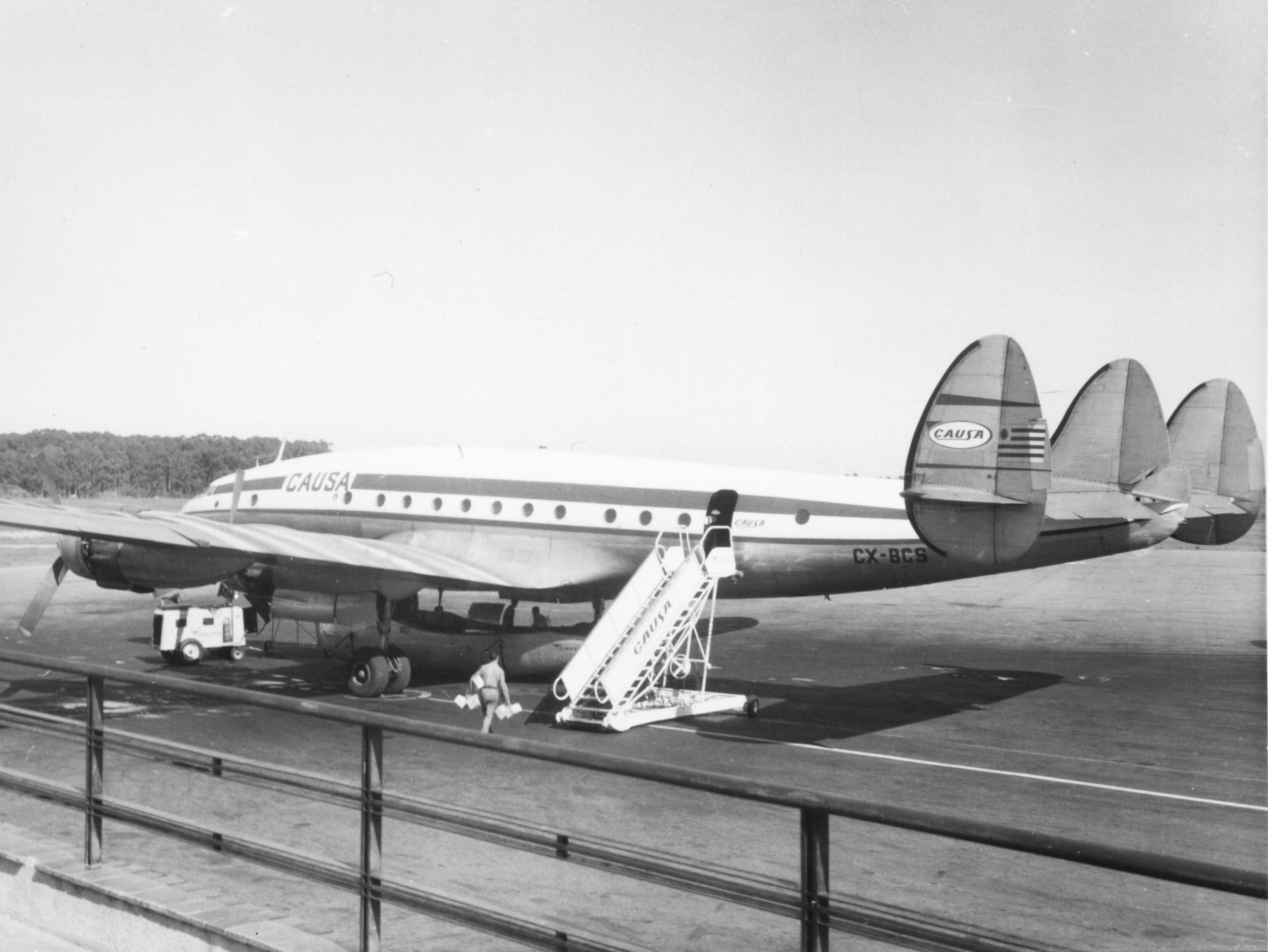
Lockheed L-749A-79-33 Siglas:CX-BCS en Montevideo 1965.

La Compañía Aeronáutica Uruguaya S. A. (CAUSA) fue una aerolínea privada uruguaya, que operó entre los años 1938 y 1967. Su base de operaciones era el Aeropuerto Internacional de Carrasco. 

## Historia
CAUSA fue fundada el 29 de diciembre de 1936 por el banquero y escritor uruguayo Jules Supervielle y el coronel Tydeo Larre Borges. El objetivo de la aerolínea fue establecer operaciones en la rentable e interesante ruta entre Montevideo y Buenos Aires. Las operaciones comenzaron el 12 de marzo de 1938, utilizando para ello dos hidroaviones alemanes Junkers Ju 52//3m adquiridos nuevos por 150.000 dólares estadounidenses. Los aviones arribaron desde Brasil, en donde habían sido armados luego de su arribo desde Alemania por vía marítima. Estos aviones, de muy sólida construcción y bien fiables mecánicamente, ya eran masivamente utilizados por la Lufthansa y la Luftwaffe y eran para ese entonces utilizados en el escenario bélico de la guerra civil española por la Legión Cóndor.
Los Junkers en servicio con CAUSA fueron el CX-ABA (C/N 5877) bautizado «El Uruguayo» y el CX-ABB (C/N 5886), «El Argentino». La aerolínea entró desde ese momento en competencia con la aerolínea argentina Corporación Sudamericana de Servicios Aéreos, que también ofrecía servicio de pasajeros con hidroaviones entre las dos capitales del Río de la Plata.

### 1940

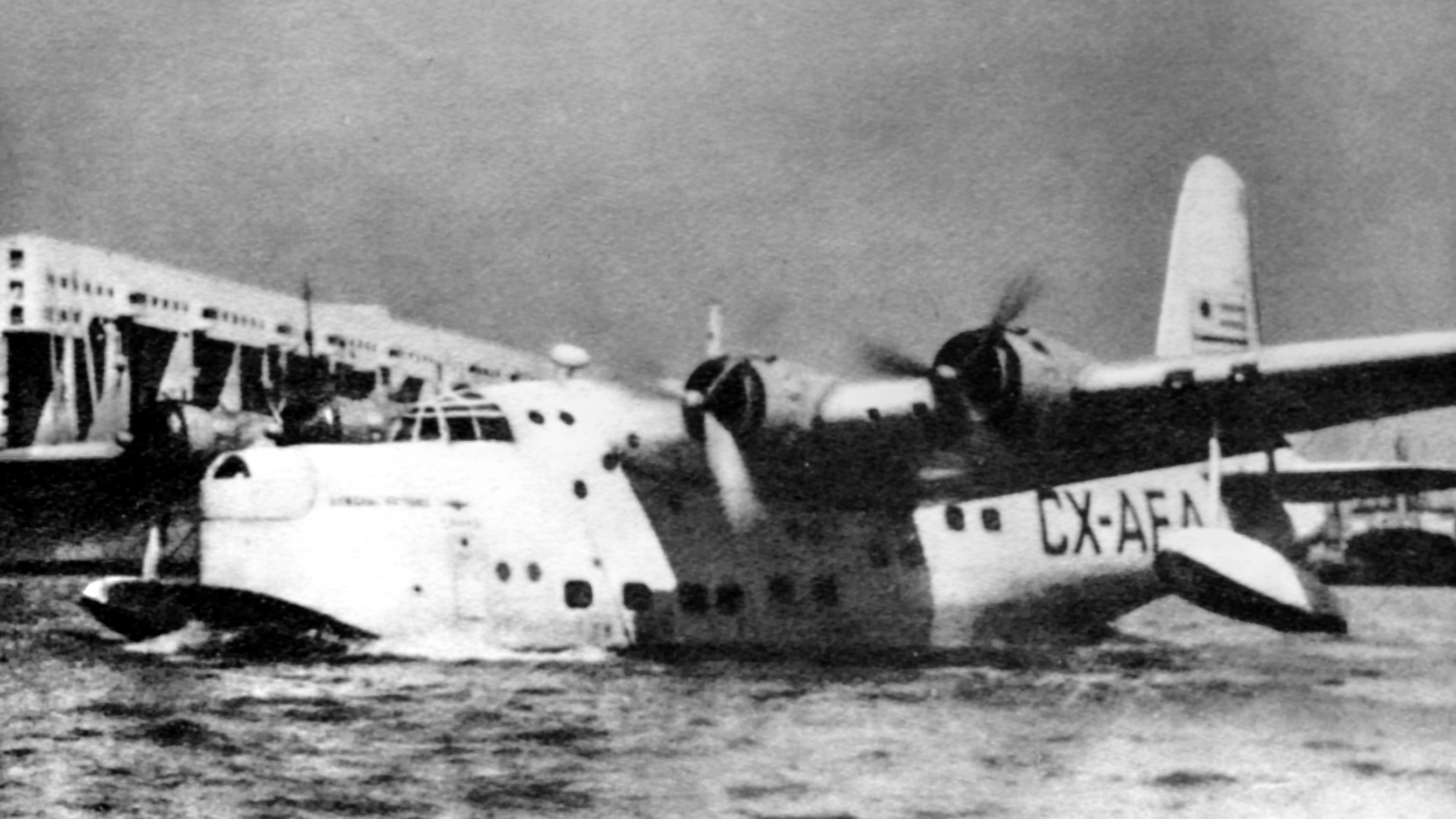
Short S.25 Sunderland (CX-AFA) de CAUSA en el Puerto de Buenos Aires (1949)

Hacia enero de 1940 se agregó a las rutas el popular complejo turístico de Punta del Este. En 1943, se abrió una nueva ruta entre la ciudad de Colonia del Sacramento y Buenos Aires, que a partir de 1957 sería asumida por ARCO Aerolíneas Colonia S. A.. Colonia estaba conectada por un servicio de autobuses que partían desde la sede principal de la aerolínea en Montevideo. Estas tres rutas fueron de hecho las únicas operadas por CAUSA en su casi 30 años de vida.
Al final de la Segunda Guerra Mundial, CAUSA entró en competencia con la aerolínea argentina ALFA, precursora de la Aerolíneas Argentinas, y decidió la compra de dos hidroaviones modificados de tipo Short Sunderland. Los servicios de hidroaviones continuaban teniendo gran aceptación entre los pasajeros y por ello se adquirió un tercer Sunderland en 1946. Las aeronaves operadas por CAUSA fueron los CX-AFA (C/N SH.5C) «General Artigas», el CX-AK(C/N SH.6C) (ex-Corporación Sudamericana de Servicios Aéreos) y el CX-AKR (C/N SH 60C) «Capitán Boiso Lanza».

### 1950
En 1950, y continuado con su popular servicio de hidroaviones, CAUSA compró dos Short Sandringham 7 que recibieron las matriculaciones uruguayas CX-ANA (C/N SH.59C) ex-BOAC y el CX-ANI (C/N SH.58C), también un ex BOAC. 
Los hidroaviones de CAUSA permanecerían en servicio hasta 1963. Dos de ellos serían retirados de servicio después de sufrir accidentes: el Short Sandringham CX-ANA el 22 de octubre de 1955 y el Short Sunderland CX-AFA el 11 de septiembre de 1956.

### 1960
Hacia 1961 los hidroaviones comenzaron a perder el favor del público. Finalmente el servicio de hidroaviones se suspendió en mayo de 1962. En ese momento CAUSA decidió cambiar su estrategia comercial, concentrándose en operaciones con aviones convencionales en sustitución de los hidroaviones. Para ello se adquirieron cuatro Curtiss C-46 Commando. Estos aviones adquiridos en 1961 fueron los C-46F CX-AYR c/n 22403, C-46A CX-AZS c/n 30393(ex-Real Aerovías Brasil), C-46F CX-BAH c/n 22531 y C-46F CX-BAM c/n 22392. 
El servicio de los Curtiss con CAUSA fue muy breve y ya hacia 1964 todos estos aviones fueron vendidos a ARCO Aerolíneas Colonia S. A.. En su lugar, se decidió en 1962 comprar a KLM tres aviones del tipo Lockheed Constellation modelo L-749A-79-33. Dos de los Constellations fueron entregados a CAUSA en 1962 y el tercero llegó en 1963.
Estos aviones, de fina estética y particular sonido, causaban una apreciada, agradable y emocionante sensación en sus llegadas al Aeroparque Jorge Newbery (Code ICAO SABE) y al Aeropuerto Internacional de Carrasco (SUMU). Los Constellations de CAUSA fueron los CX-BBM(C/N 2881) ex PH-TFG, CX-BBN(C/N 2641) ex PH-TFE y CX-BCS(C/N 2640) ex PH-TFD. Un Lockhheed Constellation L1049H fue arrendado también en junio de 1966. Este avión (ex-N101R) recibió la matrícula Uruguaya CX-BEM y era el c/n 4818. Para esas mismas fechas CAUSA anunció su intención de operar la ruta Montevideo-Sao Paulo y Montevideo-Miami pero, de hecho, nunca las voló. 
Los Constellations permanecieron en servicio hasta el cese de operaciones de la aerolínea en mayo de 1967, estos aviones abandonados, inmovilizados y en proceso de deterioro, producto del paso de los años, eran una familiar y triste visión en un rincón del Aeropuerto Internacional de Carrasco de fines de la década de 1960 y mediados de los años setenta. El L-049 CX-BEM, ya con otra matrícula, era por su parte visto y fotografiado hacia 1972 en Florida.

## Flota histórica
| Aeronaves                     | Total | Introducido | Retirado | Matrículas                      |
| ----------------------------- | ----- | ----------- | -------- | ------------------------------- |
| Curtiss C-46 Commando         | 4     | 1961        | 1964     | CX-AYR, CX-AZS, CX-BAH y CX-BAM |
| Junkers Ju 52                 | 2     | 1938        | 1946     | CX-ABA y CX-ABB                 |
| Lockheed L-749 Constellation  | 3     | 1962        | 1966     | CX-BBM, CX-BBN y CX-BCS         |
| Lockheed L-1049 Constellation | 1     | 1966        | 1967     | CX-BEM                          |
| Short S.25 Sandringham        | 2     | 1950        | 1963     | CX-ANA y CX-ANI                 |
| Short S.25 Sunderland         | 3     | 1946        | 1963     | CX-AFA, CX-AKF y CX-AKR         |

## Accidentes e incidentes
- El 24 de diciembre de 1940 un Junkers Ju 52 (CX-ABB) se hundió mientras estaba aparcado en el Puerto de Buenos Aires.[2]
- El 22 de octubre de 1955 un Short S.25 Sandringham (CX-ANA) fue destruido en circunstancias desconocidas.[3]
- El 11 de septiembre de 1956 un Short S.25 Sunderland (CX-AFA) fue destruido en circunstancias desconocidas.[4]